# Мая Гурджи
Мая (Маиса) Михайловна Гурджи (на украински: Майя Михайлівна Гурджі) е съветска и украинска музиколожка и педагожка. Член на Съюза на композиторите на Украйна.

## Биография
Родена е на 25 май 1946 г. в Симферопол, Руска СФСР, СССР, в семейство на кримчаки. Завършва Симферополското музикално училище „Пьотър Чайковски“. През 1971 г. завършва факултета по история, теория и композиция на Държавния музикално-педагогически институт „Гнесин“ в Москва. През 1971 г. става преподавател в Симферополската детска музикална школа № 1. През 1975 г. постъпва на работа като музикален коментатор в регионалното радио на Крим. През 1978 г. тя става член на Съюза на композиторите на Украйна.
Тя е автор на статии в списания и вестници, лекции, радио и телевизионни предавания. Участва в популяризирането на творчеството на композитора Алемдар Караманов, като пише редица статии за него. Инициира и организира тематични художествени и музикални вечери в Симферополския художествен музей. Умира през юни 1992 г. в Симферопол, Украйна.